# Acoustic
Acoustic är ett akustiskt Simple Minds-album utgivet i november 2016. En Europaturné´ följde men utan Sverige-besök.

## Låtlista[1]
1. The American
2. Promised You A Miracle
3. Glittering Prize
4. See The Lights
5. New Gold Dream (81-82-83-84)
6. Someone Somewhere In Summertime
7. Waterfront
8. Sanctify Yourself
9. Chelsea Girl
10. Alive And Kicking
11. Don’t You (Forget About Me)
12. Long Black Train  (Richard Hawley cover)

## Musiker[1]
- Jim Kerr: sång
- Charles Burchill: gitarr
- Ged Grimes: bas
- Sarah Brown: kör
- Gordy Goudie: gitarr
- Cherisse Osei: slagverk